# Ludmila da Silva
Ludmila da Silva (* 1. Dezember 1994 in Guarulhos) ist eine brasilianische Fußballspielerin.

## Karriere

### Verein
Nachdem sie einige Jugendmannschaften in ihrem Heimatstaat São Paulo durchlaufen hat, ist Ludmila mit achtzehn Jahren 2013 in die erste Mannschaft des Rio Preto EC aufgenommen wurden. Ab 2015 lief sie für den São José EC in der brasilianischen Meisterschaft des Frauenfußballs auf.
Im August 2017 ist Ludmila nach Europa zu Atlético Madrid in der spanischen Primera División Femenina gewechselt. Ihr Debüt für diesen Verein gab sie am ersten Spieltag der Saison 2017/2018 am 2. September 2017.

### Nationalmannschaft
Ludmila hat der brasilianischen Auswahl zur U-20-Südamerikameisterschaft 2014 in Uruguay angehört und dabei drei Tore zum Titelgewinn beigesteuert, darunter eines im Finale.
In den A-Kader der Nationalmannschaft wurde sie von Trainerin Emily Lima für das Testländerspiel gegen die deutsche Auswahl am 4. Juli 2017 in Sandhausen berufen, wo sie nicht nur ihr Debüt in der Startaufstellung gab, sondern sogleich auch ihren ersten Treffer für Brasilien zur 1:3-Niederlage erzielte, nachdem sie von einer Unachtsamkeit der deutschen Torhüterin Almuth Schult profitierte.
Bei der WM 2019 wurde sie in den vier Spielen ihrer Mannschaft eingesetzt, schied aber mit ihr im Achtelfinale durch eine 1:2-Niederlage gegen Gastgeber Frankreich aus. Auch bei den wegen der COVID-19-Pandemie um ein Jahr verschobenen Olympischen Spielen wurde sie viermal eingesetzt, erzielte beim 3:3 gegen Europameister Niederlande das Tor zur 3:2-Führung. Durch eine Niederlage im Elfmeterschießen nach torlosen 120 Minuten schieden sie im Viertelfinale gegen den späteren Olympiasieger Kanada aus.
Im Juli 2024 reiste Ludmila mit der Auswahl als Teil des Olympiakaders nach Paris. In dem Turnier wurde sie im ersten Spiel gegen Nigeria in der 65. Minute für Jheniffer ausgewechselt. Insgesamt bestritt Ludmila bei den Spielen alle sechs möglichen Spiele, welche sie ins Finale und zum Gewinn der Silbermedaille führten. Davon stand sie vier Mal in der Startelf (kein Tor).
| Länderspieltore A-Auswahl |       |            |            |             |       |          |                       |
| Tor                       | Spiel | Datum      | Ort        | Gegner      | Stand | Endstand | Anlass                |
| #1                        | 1     | 04.07.2017 | Sandhausen | Deutschland | 1:1   | 1:3      | Freundschaftsspiel    |
| #2                        | 17    | 29.08.2019 | São Paulo  | Argentinien | 1:0   | 5:0      | Torneio Internacional |
| #3                        | 23    | 10.03.2020 | Calais     | Kanada      | 2:0   | 2:0      | Tournoi de France     |
| #4                        | 30    | 24.07.2021 | Rifu       | Niederlande | 3:2   | 3:3      | OS-Gruppenspiel       |

## Erfolge
Nationalmannschaft
- U-20-Südamerikameisterin: 2014
- Silbermedaille bei den Olympischen Spielen: 2024

Atlético Madrid
- Spanische Meisterin: 2018, 2019
- Spanische Supercup-Gewinnerin 2021

## Trivia
Ludmilas ältere Schwester verstarb 2016. Zu dem Zeitpunkt war ihr Vater auch bereits verstorben. In ihrer Kindheit kümmerte ihre Mutter sich nicht um sie und Ludmila wurde von ihrer Tante aufgezogen. Ludmila wurde von einem Scout von CA Juventus in São Paulo entdeckt, als sie 15 Jahre alt war und noch in ihrer Heimatstadt Guarulhos lebte.